# Limnodynastes salmini
Limnodynastes salmini es una especie  de anfibios de la familia Limnodynastidae.

## Distribución geográfica
Es  endémica de Australia, en la costa este de Australia en el centro de Queensland al noreste de Nueva Gales del Sur.